# Hamilton (Indiana)
Pour les articles homonymes, voir Hamilton.
Hamilton est une ville américaine située dans les comtés de Steuben et de DeKalb, dans l'État de l'Indiana. En 2010, sa population est de 1 532 habitants.

## Source de la traduction
- (en) Cet article est partiellement ou en totalité issu de l’article de Wikipédia en anglais intitulé « Hamilton, Indiana » (voir la liste des auteurs).